# Siguatepeque (gmina)
Siguatepeque – gmina (municipio) w środkowym Hondurasie, w departamencie Comayagua. W 2010 roku zamieszkana była przez ok. 85,2 tys. mieszkańców. Siedzibą administracyjną jest miasto Siguatepeque.

## Położenie
Gmina położona jest w zachodniej części departamentu. Graniczy z 6 gminami:
- Meámbar i Santa Cruz de Yojoa od północy,
- El Rosario od wschodu,
- Jesús de Otoro i Comayagua od południa,
- Jesús de Otoro i San José de Comayagua od zachodu.

## Demografia
Według danych honduraskiego Narodowego Instytutu Statystycznego na rok 2010 struktura wiekowa i płciowa ludności w gminie przedstawiała się następująco:
| Wiek         | 0–3   | 4–6   | 7–12   | 13–17 | 18–24  | 25–64  | 65+   | razem  |
| Siguatepeque | 9 356 | 6 730 | 12 731 | 9 743 | 12 133 | 30 969 | 3 551 | 85 213 |
| Mężczyźni    | 4 665 | 3 403 | 6 433  | 4 772 | 6 017  | 14 147 | 1 546 | 40 983 |
| Kobiety      | 4 691 | 3 327 | 6 298  | 4 971 | 6 117  | 16 823 | 2 005 | 44 230 |